# Conselho da Shura de Revolucionários de Bengazi
O Conselho da Shura de Revolucionários de Bengazi (em árabe: مجلس شورى ثوار بنغازي) é uma coligação militar em Bengasi composta por milícias islamistas e jihadistas, incluindo a Ansar al-Sharia, o Escudo da Líbia 1, e vários outros grupos. Alguns dos grupos são "afiliados ao reduto da Irmandade Muçulmana em Misurata".

## História
A força foi inicialmente formada em junho de 2014, em resposta tanto à Operação Dignidade anti-islâmica liderada por Khalifa Haftar, e também a derrota dos candidatos islâmicos na eleição do Conselho dos Deputados em 2014. Com receio de ser marginalizada e derrotada, várias brigadas islâmicas são reunidas sob uma organização guarda-chuva compartilhada. A consolidação e reestruturação permitiu que as brigadas islâmicas limitassem o êxito da Operação Dignidade de Haftar, antes de permitir que os grupos islâmicos fossem repelidos diante das forças aliadas superiores de Haftar.
Em 14 de julho, o conselho alegou que tinha tomado o Quartel 319, que era um dos maiores quartéis do exército no leste da Líbia. No final de julho, eles tomaram o controle de mais de cinco outros quartéis em Bengazi, incluindo a sede da unidade das Forças Especiais de Al-Saiqa. Em 31 de julho, o conselho reivindicou ter tomado Bengazi.

## Membros
A partir de agosto de 2014, o conselho foi composto pelos seguintes grupos, entre outros:
- Ansar al-Sharia
- Escudo da Líbia 1
- Brigada dos Mártires de 17 de Fevereiro
- Brigada Rafallah al-Sahati
- Brigada dos Mártires de Brega[5]